# Black Label Society
Black Label Society é uma banda de heavy metal formada em 1998 pelo Zakk Wylde, que teve passagem por ser guitarrista do Ozzy Osbourne, em Los Angeles, Califórnia.

## História
A banda teve início em maio de 1998, quando Zakk Wylde, guitarrista do Ozzy Osbourne, chamou Phil Ondich para tocar com ele em um concerto solo na Itália. Nick Catanese, amigo de Zakk Wylde, recomendou Phil para o cargo de baterista.
Zakk Wylde e Phil Ondich decidiram chamar a banda de "Hell's Kitchen" (bairro de periferia de Nova Iorque) e o seu primeiro álbum de "Sonic Brewery". Entretanto, por não conseguirem uma marca registrada para "Hell's Kitchen", tiveram que trocar o nome da banda para Black Label Society. O nome do primeiro álbum foi mudado para "Sonic Brew".

### Mudanças de formação
O segundo álbum da banda, Stronger Than Death, saiu em 2000, com DeServio sendo substituído por Steve Gibb. Ondich foi substituído por Craig Nunenmacher em julho de 2000, gravando com a banda seu álbum de estreia: Alcohol Fueled Brewtality. Pela frente veio 1919 Eternal, em 2002. Steve Gibb foi temporariamente substituído por Mike Inez do Alice in Chains durante a turnê do Ozzfest 2001, então Robert Trujillo assumiu as linhas de baixo da banda no ano seguinte.
Em 2003, Trujillo entrou para o Metallica, deixando aberta a vaga de baixista no Black Label Society, o que deu espaço para Inez voltar a banda para uma curta turnê de duas semanas com o álbum The Blessed Hellride. James Lomenzo se juntou a banda em 2004 após o lançamento de Hangover Music Vol. VI, último álbum da banda lançado pela Spitfire Records.
Em 2005, depois de assinarem com a Artemis Records, Mafia foi lançado. Em outubro, Lomenzo deixou a banda e foi substituído pelo baixista original da banda, John DeServio. Em 2006, a banda deixou a Artemis Records e assinou com a Roadrunner Records, lançando o álbum Shot To Hell.
Em 2008 se apresentaram pela primeira vez no Brasil, junto com Ozzy Osbourne, no dia 3 de abril de 2008 no Rio de Janeiro, e dia 5 de abril de 2008 em São Paulo.
Em 2011 foi anunciado que o ex-baterista da banda de gothic metal Type O Negative, Johnny Kelly, seria o novo baterista da banda, substituindo Will Hunt. Mais uma vez o Black Label Society troca de baterista em 2011, dessa vez o substituto de Johnny Kelly é Mike Froedge. Em agosto de deste ano a banda retorna ao Brasil pela segunda vez, dessa vez como headliner, passando por Curitiba, São Paulo, Porto Alegre e Goiânia. Em setembro anunciam pela terceira vez no ano a troca de seu baterista, dessa vez quem entra para substituir Mike Froedge é Chad Szeliga, (ex-Breaking Benjamin, Ourafter).
Em 2014 o Black Label Society grava mais um álbum de estúdio, intitulado Catacombs of the Black Vatican, e apresenta sua nova formação com Dario Lorina (ex Lizzy Borden) na guitarra, substituindo o então guitarrista Nick Catenese.
Em 2 de outubro de 2017, a banda lançou a música "Room of Nightmares", anunciando também que lançará seu novo álbum Grimmest Hits em 19 de janeiro de 2018. Em 20 de novembro, a banda lançou outra música do Grimmest Hits intitulada "All that Once Shined".
Em 2021, a música deles "Set You Free" foi eleita pela Loudwire como a 22ª melhor música de metal de 2021.

## Integrantes

### Membros atuais
- Zakk Wylde – vocais, guitarra, violão, piano (1998–presente)
- Dario Lorina - guitarra, violão, piano (2014–presente)
- John DeServio – baixo (1998-1999, 2005–presente)
- Jeff Fabb – bateria (2014–presente)

### Membros anteriores
- Nick Catanese – guitarra (1998–2013)
- Mike Inez – baixo (1999, 2001, 2003)
- Steve Gibb – baixo (2000–2001)
- Robert Trujillo - baixo (2002-2003)
- James LoMenzo – baixo (2003–2005)
- Phil Ondich – bateria (1998–2000)
- Craig Nunenmacher – bateria (2000–2010)
- Will Hunt - bateria (2010–2011)
- Johnny Kelly - bateria (2011)
- Mike Froedge - bateria (2011)
- Chad Szeliga - bateria (2011–2013)

## Discografia

### Álbuns de estúdio
- Sonic Brew (1999)
- Stronger Than Death (2000)
- 1919 Eternal (2002)
- The Blessed Hellride (2003)
- Hangover Music Vol. VI (2004)
- Mafia (2005)
- Shot to Hell (2006)
- Order of the Black (2010)
- The Song Remains Not The Same (2011)
- Catacombs of the Black Vatican (2014)
- Grimmest Hits (2018)

### Álbuns ao vivo
- Alcohol Fueled Brewtality (2001)
- Unblackened (2013)

## Videografia
- Boozed, Broozed, And Broken-Boned (DVD ao vivo) (2003)
- The European Invasion - Doom Troopin' Live (DVD ao vivo) (2006)
- Skullage (DVD ao vivo, Clips, Etc) (2009)
- Unblackened (DVD ao vivo) (2013)